# Pseudopanurgus flavotinctus
Pseudopanurgus flavotinctus är en biart som först beskrevs av Cockerell 1898.  Pseudopanurgus flavotinctus ingår i släktet Pseudopanurgus och familjen grävbin. Inga underarter finns listade i Catalogue of Life.